# 阿陶尔夫

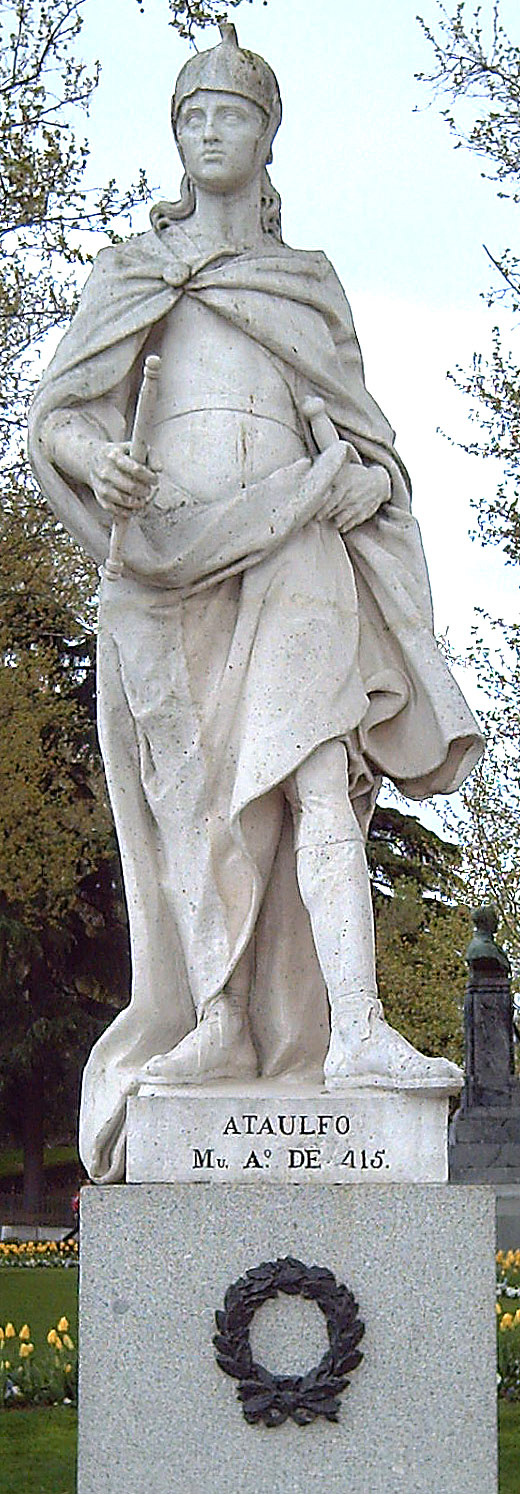
马德里的阿陶尔夫塑像

阿陶尔夫（西班牙語：Ataúlfo，？—415年）是西哥特国王（410－415年在位），亚拉里克一世的弟弟。
412年阿陶尔夫带领刚刚洗劫罗马的西哥特人在高卢南部定居。两年后他娶了410年在洗劫罗马俘获的西罗马帝国皇帝霍诺留的妹妹加拉·普拉西提阿。由于受西罗马的攻击，415年初阿陶尔夫从高卢退往西班牙，同年在巴塞罗那遇刺身亡。继任国王西格里克杀了他的六个孩子，并侮辱他的遗孀加拉·普拉西提阿。